# Campionati europei di canoa/kayak sprint 2008
I Campionati europei di canoa/kayak sprint 2008 si sono svolti dal 15 al 18 maggio presso l'Idroscalo di Milano, in Italia.

## Medagliere
| Posiz. | Nazione     | Oro | Argento | Bronzo | Totale |
| ------ | ----------- | --- | ------- | ------ | ------ |
| 1      | Ungheria    | 6   | 7       | 5      | 18     |
| 2      | Russia      | 4   | 3       | 2      | 9      |
| 3      | Bielorussia | 4   | 1       | 2      | 7      |
| 4      | Slovacchia  | 3   | 0       | 0      | 3      |
| 5      | Germania    | 2   | 3       | 4      | 9      |
| 6      | Lituania    | 2   | 1       | 1      | 4      |
| 7      | Danimarca   | 2   | 0       | 0      | 2      |
| 7      | Regno Unito | 2   | 0       | 0      | 2      |
| 9      | Romania     | 1   | 1       | 2      | 4      |
| 10     | Francia     | 1   | 0       | 1      | 2      |
| 11     | Polonia     | 0   | 3       | 3      | 6      |
| 12     | Spagna      | 0   | 2       | 1      | 3      |
| 12     | Serbia      | 0   | 2       | 1      | 3      |
| 12     | Ucraina     | 0   | 2       | 1      | 3      |
| 15     | Italia      | 0   | 1       | 2      | 3      |
| 16     | Finlandia   | 0   | 1       | 0      | 1      |
| 17     | Bulgaria    | 0   | 0       | 1      | 1      |
| 17     | Lettonia    | 0   | 0       | 1      | 1      |

## Eventi

### Uomini
| Evento   | Oro                                                                               | Tempo    | Argento                                                        | Tempo    | Bronzo                                                                           | Tempo    |
| C1-200m  | Nikolai Lipkin                                                                    | 40.204   | Dzmitry Vaitsishkin                                            | 41.627   | László Foltán, Jr.                                                               | 41.707   |
| C2-200m  | Tomas Gadeikis Raimundas Labuckas                                                 | 37.167   | Evgeny Ignatov Ivan Shtyl                                      | 37.177   | Attila Végh Gergely Kovács                                                       | 38.577   |
| C4-200m  | Ivan Shtyl Evgeny Ignatov Nikolai Lipkin Viktor Melantev                          | 34.613   | Péter Balázs Gábor Horváth Márton Joób Pál Sarudi              | 34.979   | Aliaksandr Bahdanovich Dzmitry Rabchanka Andrei Bahdanovich Aliaksandr Zhukouski | 35.096   |
| K1-200m  | Vytautas Vaičikonis                                                               | 36.333   | Péter Molnár                                                   | 36.506   | Aleksejs Rumjancevs                                                              | 36.536   |
| K2-200m  | Vadzim Makhneu Raman Piatrushenka                                                 | 32.920   | Egidijus Balčiūnas Alvydas Duonėla                             | 33.374   | Péter Molnár Viktor Kadler                                                       | 33.454   |
| K4-200m  | Raman Piatrushenka Dziamyan Turchyn Vadzim Makhneu Ruslan Bichan                  | 30.721   | Ognjen Filipović Bora Sibinkic Milan Djenadić Dragan Zorić     | 30.784   | Márton Sík Gergely Boros Attila Csamango Balázs Babella                          | 31.094   |
| C1-500m  | Nikolai Lipkin                                                                    | 1:56.156 | Sebastian Brendel                                              | 1:56.435 | Yuriy Cheban                                                                     | 1:57.569 |
| C2-500m  | Sergey Ulegin Aleksandr Kostoglod                                                 | 1:48.271 | György Kolonics György Kozmann                                 | 1:48.918 | Deyan Georgiev Adnan Aliev                                                       | 1:49.028 |
| C4-500m  | Cătălin Costache Constantin Popa Silviu Simiocencu Nicolae Flocea                 | 1:39.237 | Gábor Horváth Péter Balázs Pál Sarudi Márton Joób              | 1:40.547 | Mikhail Pavlov Roman Kruglyakov Alexander Kovalev Dmitri Sergeev                 | 1:40.857 |
| K1-500m  | Kasper Bleibach                                                                   | 1:44.598 | Michele Zerial                                                 | 1:44.638 | Anton Ryahov                                                                     | 1:45.275 |
| K2-500m  | Tim Wieskötter Ronald Rauhe                                                       | 1:33.432 | Saúl Craviotto Rivero Carlos Pérez Rial                        | 1:33.925 | Egidijus Balčiūnas Alvydas Duonėla                                               | 1:35.222 |
| K4-500m  | Erik Vlček Michal Riszdorfer Richard Riszdorfer Juraj Tarr                        | 1:20.655 | Zoltán Benkő Gábor Kucsera Viktor Kadler Zoltán Kammerer       | 1:21.822 | Makhneu Vadzim Artur Litvinchuk Aljaksej Abalmasaŭ Raman Piatrushenka            | 1:21.822 |
| C1-1000m | Mathieu Goubel                                                                    | 3:58.869 | Konstantin Fomichev                                            | 3:59.723 | Sebastian Brendel                                                                | 4:00.989 |
| C2-1000m | Andrei Bahdanovich Aliaksandr Bahdanovich                                         | 3:40.655 | Sergey Bezugliy Maksym Prokopenko                              | 3:41.192 | Paweł Baraszkiewicz Wojciech Tyszynski                                           | 3:41.955 |
| C4-1000m | Dzmitry Rabchanka Dzmitry Vaitsishkin Kanstantsin Shcharbak Aliaksandr Vauchetski | 3:23.386 | Cătălin Costache Florin Mironcic Andrei Cuculici Josif Chirlǎ  | 3:24.559 | Arkadiusz Tonski Adam Ginter Łukasz Gros Łukasz Woszczyński                      | 3:25.116 |
| K1-1000m | Tim Brabants                                                                      | 3:33.493 | Gábor Kucsera                                                  | 3:33.563 | Max Hoff                                                                         | 3:34.960 |
| K2-1000m | René Poulsen Kim Wråe Knudsen                                                     | 3:16.003 | Javier Hernanz Agueria Diego Cosgaya Noriega                   | 3:16.336 | Philippe Colin Cyrille Carré                                                     | 3:17.616 |
| K4-1000m | Erik Vlček Juraj Tarr Michal Riszdorfer Richard Riszdorfer                        | 3:02.876 | Torsten Eckbrett Lutz Altepost Norman Bröckl Björn Goldschmidt | 3:04.284 | Antonio Rossi Franco Benedini Luca Piemonte Alberto Ricchetti                    | 3:04.532 |

### Donne
| Event    | Oro                                                                     | Tempo    | Argento                                                                         | Tempo    | Bronzo                                                                  | Tempo    |
| K1-200m  | Lucy Wainwright                                                         | 41.399   | Inna Osypenko-Radomska                                                          | 41.607   | Dorota Kuczkowska                                                       | 42.471   |
| K2-200m  | Martina Kohlová Ivana Kmetová                                           | 38.198   | Sandra Pawelczak Marta Walczykiewicz                                            | 39.158   | Melinda Patyi Krisztina Fazekas                                         | 39.183   |
| K4-200m  | Melinda Patyi Krisztina Fazekas Danuta Kozák Tímea Paksy                | 35.915   | Nadezda Petrova Nadezda Pishulina Natalia Lobova Alexandra Tomnikova            | 36.559   | Miljana Knezević Antonija Panda Marta Tibor Renata Major-Kubik          | 36.592   |
| K1-500m  | Katalin Kovács                                                          | 1:56.195 | Katrin Wagner-Augustin                                                          | 1:56.475 | Josefa Idem                                                             | 1:57.035 |
| K2-500m  | Danuta Kozák Gabriella Szabó                                            | 1:48.459 | Jenni Mikkonen Anne Rikala                                                      | 1:49.426 | Fanny Fischer Nicole Reinhardt                                          | 1:49.502 |
| K4-500m  | Conny Waßmuth Carolin Leonhardt Katrin Wagner-Augustin Nicole Reinhardt | 1:32.953 | Danuta Kozák Tímea Paksy Krisztina Fazekas Dalma Benedek                        | 1:33.547 | Beatriz Manchón Jana Smidakova Teresa Portela Rivas Sonia Molanes Costa | 1:34.813 |
| K1-1000m | Dalma Benedek                                                           | 3:59.304 | Antonija Nađ                                                                    | 4:03.961 | Marina Schuck                                                           | 4:04.134 |
| K2-1000m | Erika Medveczky Berenike Faldum                                         | 3:44.105 | Marta Walczykiewicz Sandra Pawelczak                                            | 3:47.095 | Lidia Talpă Alina Chirila                                               | 3:49.932 |
| K4-1000m | Dalma Benedek Krisztina Fazekas Alexandra Keresztesi Tímea Paksy        | 3:28.303 | Beata Mikołajczyk Edyta Dzieniszewska Małgorzata Chojnaczka Ewelina Wojnarowska | 3:30.613 | Alina Chirila Lidia Talpă Florica Vulpeş Iulia Pascu                    | 3:36.400 |